# اللجفة (الملاح)

تعديل مصدري - تعديل

اللجفة هي إحدى قرى عزلة الملاح بمديرية الملاح التابعة لمحافظة لحج، بلغ تعداد سكانها 243 نسمة حسب تعداد اليمن لعام 2004.